# Aquarela do Brasil
Pour les articles homonymes, voir Aquarela do Brasil (film), Aquarelle, Brasil, Brazil et Brésil (homonymie).
Clip vidéo
[vidéo] « Francisco Alves - Aguarela do Brasil (1939) », sur YouTube
[vidéo] « Saludos Amigos - Aquarela do Brasil - Walt Disney (1942) », sur YouTube
[vidéo] « Ray Conniff - Aquarela do Brasil (1960) », sur YouTube
[vidéo] « João Gilberto - Aguarela do Brasil (1981) », sur YouTube
Aquarela do Brasil  (aquarelle du Brésil, en portugais brésilien) ou Brazil (en anglais) est une chanson de samba brésilienne de 1939, de l'auteur-compositeur Ary Barroso. Elle est enregistrée pour la première fois en 1939 par Francisco Alves chez Odeon Records,,, un de ses plus importants succès, devenu célèbre dans le monde en tant que musique du film Saludos Amigos, de Walt Disney Pictures en 1942.

## Histoire et composition
Ary Barroso a raconté avoir écrit Aquarela do Brasil au début de 1939, par une nuit de pluie, lorsqu’un orage l’empêcha de quitter sa maison. Le titre fait référence au spectacle depuis sa fenêtre, ainsi que celui de Três Lágrimas (français : Trois larmes) qu’il composa la même nuit, avant que la pluie ne se calme. Dans une interview accordée à Marisa Lira pour le quotidien portugais Diário de Notícias, Barroso a décrit la chanson comme une tentative de « libérer la samba des tragédies de la vie, du scénario sensuel si souvent exploré » ; il a ressenti, en écrivant la chanson « toute la grandeur, la valeur et la richesse de notre pays, [revivant] la tradition des tableaux nationaux ». Les premiers accords furent composés pour réfléchir et amplifier le rythme de la pluie. Le reste, musique et paroles, serait venu naturellement au cours d’un moment d’inspiration intense qui l’aurait laissé transformé.

## Réception
Aquarela do Brasil fut interprétée pour la première fois le 10 juin 1939 par la chanteuse brésilienne Aracy Cortes, lors de la première d’Entra na Faixa de Barroso et Luís Iglesias. Malgré la popularité de l’interprète, la chanson n'eut aucun succès, n’étant peut-être pas ajustée à la voix de Cortes. Un mois plus tard, le baryton Cândido Botelho l’interpréta au cours de Joujoux e Balangandans, un concert de bienfaisance sponsorisé par Darci Vargas (en), alors Première Dame du Brésil. Elle fut alors enregistrée par Francisco Alves, arrangée par Radamés Gnattali et son orchestre, et produite par Odeon Records en août 1939,.
La chanson ne fit pas partie des trois meilleures chansons du Carnaval de Rio en 1940, ce qui entraîna une longue brouille entre Barroso et le président du jury Heitor Villa-Lobos. Elle ne devint réellement célèbre et populaire dans le monde entier qu’après avoir figuré au générique de Saludos Amigos (avec le titre de samba Tico-Tico no Fubá) le 7e long-métrage d’animation produit par les Studios Disney, produit en 1942 et chanté par Aloysio de Oliveira (nomination à l'Oscar de la meilleure chanson originale 1944). Première chanson brésilienne à être plébiscitée plus d’un million de fois sur les ondes, elle fut adaptée en anglais par Bob Russell,.
Malgré ou en raison de son succès, la chanson s’attira de nombreuses critiques sur le fond et sur la forme. Aquarela do Brasil ayant marqué la création du genre samba-exaltação, fortement patriotique et perçu comme favorable à l’Estado Novo du président brésilien Getúlio Vargas, Ary Barroso fut soupçonné de se prosterner devant le régime. Sa famille a fait néanmoins valoir le caractère anti-fasciste d’une autre de ses compositions, Salada Mista, enregistrée par Carmen Miranda en octobre 1938. De plus, le Departamento de Imprensa e Propaganda, organe de censure officiel, avait voulu censurer l’une des lignes du texte, terra do samba e do pandeiro ayant été jugée « désobligeante » pour l’image du pays (Barroso réussit à les en dissuader).
On reprocha par ailleurs à Barroso le choix de termes peu connus du grand public, comme inzoneiro, merencória et trigueiro (français : malin, mélancolique et bistré) ainsi qu’une certaine redondance, notamment dans les vers meu Brasil brasileiro (français : mon Brésil brésilien) et esse coqueiro que dá coco (français : ce cocotier qui donne du coco). Il s’en défendit, arguant de l’effet poétique inséparable de la composition. Néanmoins, lors du premier enregistrement, Alves chanta mulato risoneiro (français : mulâtre rieur) au lieu d’inzoneiro parce qu’il n’aurait pu déchiffrer l’écriture incompréhensible de l’auteur.

## Enregistrements, reprises et adaptations
La chanson a depuis été reprise adaptée et enregistrée de nombreuses fois, sur des genres allant de la samba au disco.
En 1943, la version de Xavier Cugat figura à la seconde place des Best Sellers List et à la neuvième du Harlem Hit Parade. En 1957, Frank Sinatra l’enregistra dans son album Come Fly with Me et fut bientôt suivi par d’autres vedettes dont Bing Crosby, Ray Conniff et Paul Anka. En 1975, l’interprétation disco de The Ritchie Family leur permettait de rester en première place du Billboard Hot Dance Club Play pendant sept semaines.
À la même époque, la chanteuse de música popular brasileira Elis Regina produisit, au cours de la dictature militaire brésilienne, une version particulièrement sombre, accompagnée d’une chorale d’hommes reproduisant les chants traditionnels des peuples indigènes du Brésil. Aquarela do Brasil a également été interprétée avec succès à la même période par Antônio Carlos Jobim, Erasmo Carlos, João Gilberto, Gal Costa, et Simone Bittencourt de Oliveira.
La chanson figure au générique du film de Terry Gilliam, Brazil, nommé d’après elle. Elle sert de thème principal à la bande originale du film, et de multiples variations en sont proposées dans la partition de Michael Kamen. La bande originale fut interprétée par Geoff Muldaur (en).
D’autres versions ont vu le jour dans les années 1990 et 2000. La version de Jimmy Dorsey and His Orchestra (1942) a été ajoutée en 2009 par la Recording Academy au Grammy Hall of Fame.
| Année | Artiste                                                    | Album                                        | Source |
| ----- | ---------------------------------------------------------- | -------------------------------------------- | ------ |
| 1947  | Django Reinhardt                                           | Quintette du Hot Club de France              |        |
| 1952  | Xavier Cugat                                               | Here's Cugat                                 |        |
| 1957  | Frank Sinatra                                              | Come Fly with Me                             |        |
| 1958  | Bing Crosby                                                | Fancy Meeting You Here (en)                  |        |
| 1960  | Ray Conniff                                                | Say It with Music (A Touch of Latin) (en)    |        |
| 1963  | Paul Anka                                                  | Our Man Around the World                     |        |
| 1965  | The Shadows                                                | The Sound of The Shadows (en)                |        |
| 1970  | Antônio Carlos Jobim                                       | Stone Flower (album) (en)                    |        |
| 1970  | Erasmo Carlos                                              | Erasmo Carlos e Os Tremendões                |        |
| 1975  | Elis Regina                                                | A Arte de Elis Regina                        |        |
| 1973  | Banda Eletrica                                             | Banda Eletrica                               |        |
| 1975  | The Ritchie Family                                         | Brazil                                       | [ 11 ] |
| 1976  | Chet Atkins                                                | Guitar Monsters                              |        |
| 1980  | Gal Costa                                                  | Aquarela do Brasil                           |        |
| 1980  | Simone                                                     | Ao Vivo                                      |        |
| 1981  | João Gilberto, Caetano Veloso et Gilberto Gil              | Brasil (1981 album) (en)                     |        |
| 1981  | Tav Falco's Panther Burns (en)                             | Behind The Magnolia Curtain                  |        |
| 1985  | Geoff Muldaur (en)                                         | Brazil (original motion picture soundtrack)  |        |
| 1985  | Kate Bush and Michael Kamen                                | Brazil (original motion picture soundtrack)  |        |
| 1987  | Ney Matogrosso                                             | Pescador de Pérolas                          |        |
| 1990  | Harry Belafonte                                            | Around the World with the Entertainers       |        |
| 1991  | Trio Esperança                                             | A capela do Brasil                           |        |
| 1997  | Pink Martini                                               | Sympathique                                  |        |
| 1998  | Vengaboys                                                  | The Party Album                              |        |
| 1995  | Dionne Warwick                                             | Aquarela do Brazil                           |        |
| 2000  | Rosemary Clooney                                           | Brazil                                       |        |
| 2002  | Cornelius                                                  | Point                                        |        |
| 2004  | Martinho da Vila                                           | Apresenta Mané do Cavaco                     |        |
| 2005  | Arcade Fire                                                | Cold Wind (B-Side) Rebellion (Lies) (B-Side) |        |
| 2005  | Daniela Mercury                                            | Balé Mulato                                  |        |
| 2005  | Plácido Domingo                                            | Lo Essencial de                              |        |
| 2007  | Chick Corea et Béla Fleck                                  | The Enchantment                              |        |
| 2014  | Quatuor Ébène Feat. Brazil Choir & Brazil String Orchestra | Brazil                                       |        |

## Cinéma, musique de film
- 1942 : Saludos Amigos, de Walt Disney Pictures, chanté par Aloysio de Oliveira[12]
- 1943 : Banana Split, de Busby Berkeley
- 1944 : Les Trois Caballeros, de Walt Disney Pictures
- 1946 : Les Enchaînés, d'Alfred Hitchcock, avec Cary Grant et Ingrid Bergman
- 1947 : En route vers Rio, de Norman Z. McLeod, avec Bing Crosby
- 1948 : Bonne à tout faire, de Walter Lang
- 1954 : Une étoile est née, de George Cukor, avec Judy Garland
- 1956 : Tu seras un homme, mon fils, de George Sidney
- 1961 : Une vie difficile, de Dino Risi
- 1963 : La Marraine de Charley, de Géza von Cziffra
- 1976 : La Dernière Folie de Mel Brooks, de Mel Brooks
- 1980 : Stardust Memories, de Woody Allen
- 1985 : Brazil, de Terry Gilliam, dont le titre du film fait référence à cette chanson.
- 1995 : Carmen Miranda: Bananas is my Business, d'Helena Solberg (en)
- 1998 : Mary à tout prix, de Peter et Bobby Farrelly
- 1999 : Un de trop, de Damon Santostefano
- 1999 : Dans la peau de John Malkovich, de Spike Jonze
- 2001 : La Stratégie de l'échec, de Dominique Farrugia
- 2003 : Carandiru, d'Héctor Babenco
- 2003 : Tout peut arriver, de Nancy Meyers
- 2005 : Aviator, de Martin Scorsese
- 2007 : Bee Movie : Drôle d'abeille, de Jerry Seinfeld
- 2008 : Australia, de Baz Luhrmann
- 2008 : WALL-E, d'Andrew Stanton
- 2014 : M. Peabody et Sherman : Les Voyages dans le temps, de Rob Minkoff
- 2017 : Star Wars, épisode VIII : Les Derniers Jedi, de Rian Johnson
- 2018 : Le Grinch, de Yarrow Cheney